# 칼턴 힐

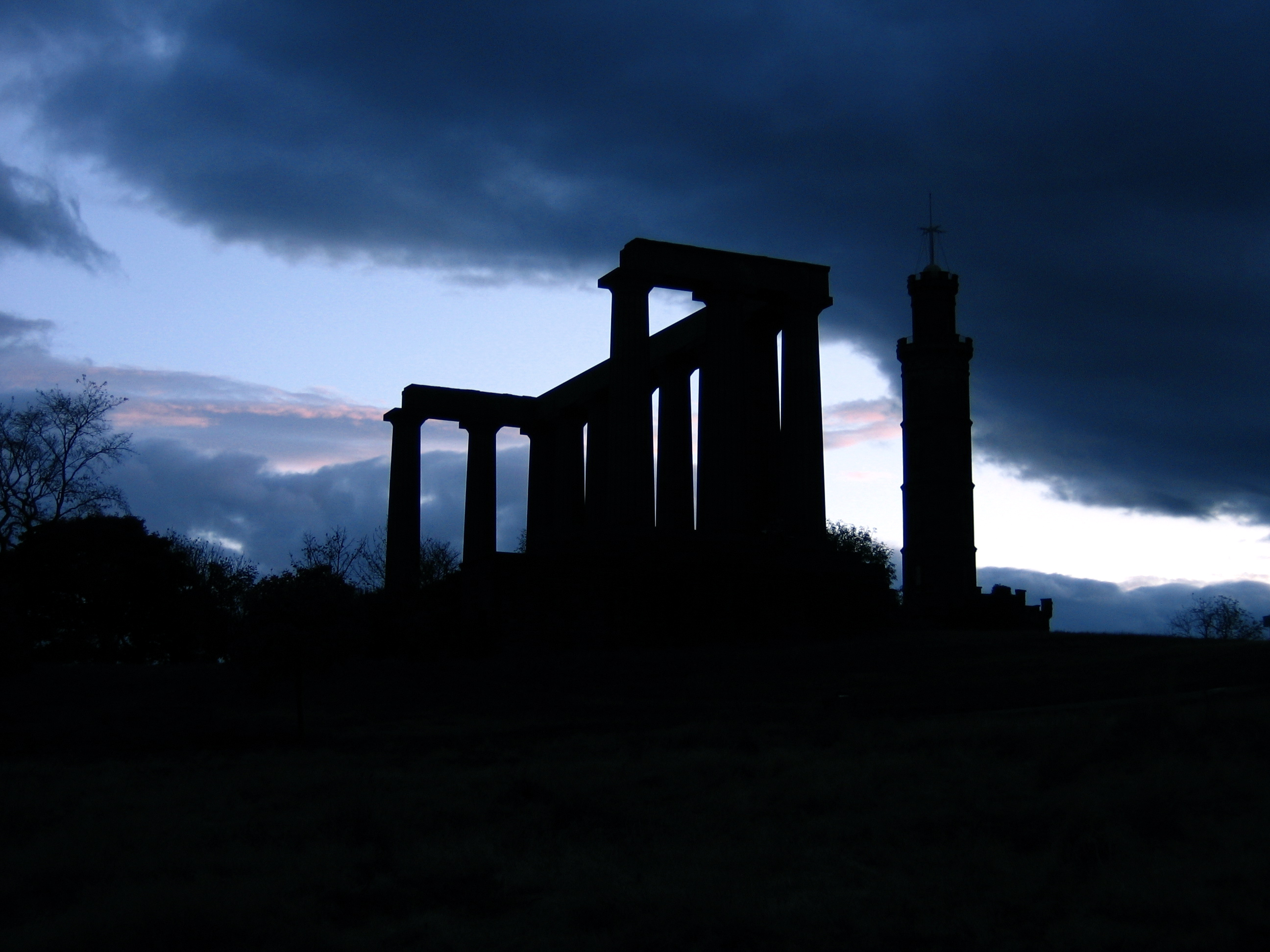
칼턴 힐

칼턴 힐(Calton Hill)은 스코틀랜드 에든버러 시내 중심에 있는 언덕. 에딘버러 신시가지 뉴타운 동부에 해당한다. 이 언덕에서 보이는 전망은 종종 에든버러 엽서의 그림 또는 사진의 소재가 되기도 한다. 칼턴 힐 남쪽의 가파른 경사면에 있는 세인트 앤드루스 하우스에는 스코틀랜드 행정부 (Scottish Executive)가 놓여있다. 기타 주요 건물로는 언덕 기슭에 있는 홀리루드 궁전 (Holyrood Palace)이 있다.